# (5418) Joyce
(5418) Joyce (1981 QG1) – planetoida z pasa głównego asteroid okrążająca Słońce w ciągu 5,12 lat w średniej odległości 2,97 j.a. Odkryta 29 sierpnia 1981 roku.